# Xã Halfmoon, Quận Centre, Pennsylvania
Xã Halfmoon (tiếng Anh: Halfmoon Township) là một xã thuộc quận Centre, tiểu bang Pennsylvania, Hoa Kỳ. Năm 2010, dân số của xã này là 2.667 người.